# Championnat du Japon de football de troisième division 2021
Navigation
J3 League 2020 J3 League 2022
Le Championnat du Japon de football de troisième division 2021 est la vingt-cinquième saison du troisième niveau du football japonais et la 8e édition de la J3 League. Le championnat débute le 14 mars 2021 et s'achève le 5 décembre 2021.
Les deux meilleurs du championnat sont promus en J2 League.

## Les clubs participants
Les équipes classées de la 3e à la 18e place de la J3 League 2020 et le deuxième de JFL 2020 participent à la compétition.
| Club                 | Dernière montée | Ville     | Classement 2020 | Entraîneur        | Depuis | Stade                                 | Capacité | Nombre de saisons |
| -------------------- | --------------- | --------- | --------------- | ----------------- | ------ | ------------------------------------- | -------- | ----------------- |
| AC Nagano Parceiro   | -               | Nagano    | 3e              | Hideo Yoshizawa   | 2021   | Nagano U Stadium                      | 15 515   | 7                 |
| Kagoshima United     | 2020            | Kagoshima | 4e              | Nobuhiro Ueno     | 2021   | Shiranami Stadium                     | 12 606   | 4                 |
| Gainare Tottori      | 2014            | Yonago    | 5e              | Kim Jong-song     | 2021   | Axis Bird Stadium                     | 11 999   | 7                 |
| FC Gifu              | 2020            | Gifu      | 6e              | Takayoshi Amma    | 2021   | Gifu Nagaragawa Stadium               | 16 310   | 2                 |
| FC Imabari           | 2020            | Imabari   | 7e              | Kazuaki Hashikawa | 2021   | Arigatou Services. Yume Stadium       | 5 063    | 2                 |
| Roasso Kumamoto      | 2019            | Kumamoto  | 8e              | Takeshi Oki       | 2020   | Stade Egao Kenkō                      | 30 449   | 3                 |
| Kataller Toyama      | 2015            | Toyama    | 9e              | Nobuhiro Ishizaki | 2021   | Toyama Stadium                        | 28 494   | 6                 |
| Fujieda MYFC         | -               | Fujieda   | 10e             | Daisuke Sudo      | 2021   | Fujieda Soccer Stadium                | 5 056    | 7                 |
| Iwate Grulla Morioka | 2014            | Morioka   | 11e             | Yutaka Akita      | 2020   | Iwagin Stadium                        | 5 046    | 7                 |
| Azul Claro Numazu    | 2017            | Kusatsu   | 12e             | Masataka Imai     | 2020   | Ashitaka Park Stadium                 | 5 104    | 4                 |
| Fukushima United     | -               | Fukushima | 13e             | Yu Tokisaki       | 2021   | Toho Stadium                          | 6 464    | 7                 |
| Vanraure Hachinohe   | 2019            | Hachinohe | 15e             | Masahiro Kuzuno   | 2021   | Prifoods Stadium                      | 5 124    | 3                 |
| Kamatamare Sanuki    | 2019            | Takamatsu | 16e             | Zdravko Zemunović | 2021   | Pikara Stadium                        | 22 338   | 3                 |
| YSCC Yokohama        | -               | Yokohama  | 17e             | Yuki Stalph       | 2019   | NHK Spring Mitsuzawa Football Stadium | 5 425    | 7                 |
| Tegevajaro Miyazaki  | 2021            | Miyazaki  | 2e              | Naruyuki Naito    | 2021   | Unilever Stadium Shintomi             | 5 360    | 1                 |

- Promu de la JFL 2020

### Localisation des clubs
| \| Clubs du Grand Tokyo · YSCC Yokohama (Kanagawa) Grand Tokyo Gainare Tottori Tegevajaro Miyazaki Fujieda MYFC Fukushima United Kataller Toyama AC Nagano Parceiro Roasso Kumamoto Iwate Grulla Morioka Kagoshima United Azul Claro Numazu Kamatamare Sanuki Vanraure Hachinohe FC Gifu FC Imabari \| Localisation des clubs engagés dans le championnat. |
| Clubs du Grand Tokyo · YSCC Yokohama (Kanagawa) Grand Tokyo Gainare Tottori Tegevajaro Miyazaki Fujieda MYFC Fukushima United Kataller Toyama AC Nagano Parceiro Roasso Kumamoto Iwate Grulla Morioka Kagoshima United Azul Claro Numazu Kamatamare Sanuki Vanraure Hachinohe FC Gifu FC Imabari                                                           |

| Clubs du Grand Tokyo · YSCC Yokohama (Kanagawa) Grand Tokyo Gainare Tottori Tegevajaro Miyazaki Fujieda MYFC Fukushima United Kataller Toyama AC Nagano Parceiro Roasso Kumamoto Iwate Grulla Morioka Kagoshima United Azul Claro Numazu Kamatamare Sanuki Vanraure Hachinohe FC Gifu FC Imabari |

## Compétition

### Classement
Source : MEIJI YASUDA J3 LEAGUE sur jleague.co
| Rang | Équipe                | Pts | J  | G  | N  | P  | Bp | Bc | Diff |
| ---- | --------------------- | --- | -- | -- | -- | -- | -- | -- | ---- |
| 1    | Roasso Kumamoto       | 54  | 28 | 16 | 9  | 3  | 39 | 20 | +19  |
| 2    | Iwate Grulla Morioka  | 53  | 28 | 16 | 7  | 5  | 43 | 28 | +15  |
| 3    | Tegevajaro Miyazaki P | 53  | 28 | 16 | 5  | 7  | 44 | 31 | +13  |
| 4    | Kataller Toyama       | 46  | 28 | 13 | 7  | 8  | 40 | 34 | +6   |
| 5    | Fukushima United      | 45  | 28 | 13 | 6  | 9  | 41 | 32 | +9   |
| 6    | FC Gifu               | 41  | 28 | 12 | 5  | 11 | 38 | 35 | +3   |
| 7    | Kagoshima United      | 40  | 28 | 11 | 7  | 10 | 34 | 35 | -1   |
| 8    | YSCC Yokohama         | 40  | 28 | 11 | 7  | 10 | 31 | 33 | -2   |
| 9    | AC Nagano Parceiro    | 36  | 28 | 8  | 12 | 8  | 35 | 28 | +7   |
| 10   | Fujieda MYFC          | 32  | 28 | 8  | 8  | 12 | 42 | 42 | 0    |
| 11   | FC Imabari            | 30  | 28 | 7  | 9  | 12 | 34 | 33 | +1   |
| 12   | Gainare Tottori       | 29  | 28 | 9  | 2  | 17 | 36 | 53 | -17  |
| 13   | Vanraure Hachinohe    | 29  | 28 | 7  | 8  | 13 | 24 | 44 | -20  |
| 14   | Azul Claro Numazu     | 27  | 28 | 7  | 6  | 15 | 32 | 44 | -12  |
| 15   | Kamatamare Sanuki     | 21  | 28 | 4  | 9  | 15 | 20 | 41 | -21  |

|  | Promu en J2 League 2022 |
|  | P : Promu de JFL 2020   |

### Résultats
Le tableau suivant récapitule les résultats « aller » et « retour » du championnat :
| Résultats (▼dom., ►ext.)                                   | FUJ | FUK | GIF | HAC | IMA | KAG | KAM | KUM | MIY | MOR | NAG | NUM | TOT | TOY | YOK |
| Fujieda MYFC                                               |     | 1-0 | 1-3 | 2-0 | 1-1 | 0-1 | 5-0 | 0-1 | 2-1 | 2-2 | 1-1 | 5-1 | 0-2 | 1-1 | 0-3 |
| Fukushima United                                           | 0-0 |     | 1-2 | 2-0 | 4-1 | 1-1 | 1-1 | 1-2 | 2-1 | 2-1 | 1-1 | 2-1 | 2-1 | 1-3 | 2-1 |
| FC Gifu                                                    | 0-0 | 0-4 |     | 0-0 | 2-1 | 1-0 | 4-0 | 0-1 | 3-1 | 2-2 | 3-2 | 3-1 | 0-3 | 2-0 | 1-2 |
| Vanraure Hachinohe                                         | 1-0 | 1-1 | 2-1 |     | 2-1 | 1-1 | 1-1 | 0-5 | 0-1 | 0-3 | 0-0 | 1-0 | 2-0 | 0-1 | 3-0 |
| FC Imabari                                                 | 4-3 | 3-2 | 3-0 | 3-0 |     | 1-2 | 1-1 | 0-1 | 0-1 | 0-1 | 0-0 | 0-0 | 2-0 | 4-2 | 1-1 |
| Kagoshima United                                           | 0-3 | 2-0 | 1-0 | 0-0 | 0-3 |     | 1-2 | 1-0 | 1-0 | 1-2 | 0-2 | 3-1 | 2-3 | 2-2 | 1-3 |
| Kamatamare Sanuki                                          | 0-1 | 1-2 | 0-0 | 0-1 | 0-0 | 1-2 |     | 1-2 | 0-2 | 1-1 | 0-2 | 1-0 | 1-3 | 2-3 | 0-1 |
| Roasso Kumamoto                                            | 3-2 | 1-0 | 2-0 | 2-2 | 1-0 | 2-2 | 0-0 |     | 1-2 | 1-1 | 2-0 | 0-1 | 1-1 | 2-2 | 1-0 |
| Tegevajaro Miyazaki                                        | 1-1 | 3-2 | 4-3 | 2-0 | 2-1 | 3-2 | 2-2 | 1-0 |     | 0-1 | 0-2 | 2-1 | 2-1 | 2-1 | 1-1 |
| Iwate Grulla Morioka                                       | 4-0 | 2-1 | 0-2 | 3-2 | 3-2 | 2-1 | 3-1 | 0-0 | 0-1 |     | 0-0 | 3-2 | 2-1 | 1-0 | 0-2 |
| AC Nagano Parceiro                                         | 1-3 | 0-1 | 2-1 | 1-1 | 0-0 | 1-2 | 0-0 | 0-2 | 1-1 | 0-1 |     | 1-1 | 3-2 | 4-0 | 2-2 |
| Azul Claro Numazu                                          | 1-1 | 0-1 | 1-1 | 7-2 | 1-0 | 0-2 | 0-2 | 1-3 | 1-1 | 1-1 | 0-1 |     | 2-1 | 2-1 | 1-0 |
| Gainare Tottori                                            | 4-3 | 0-1 | 0-1 | 3-0 | 2-1 | 0-2 | 1-0 | 1-2 | 0-4 | 1-1 | 1-8 | 1-4 |     | 0-3 | 1-2 |
| Kataller Toyama                                            | 2-1 | 2-2 | 1-0 | 2-1 | 1-1 | 1-1 | 1-0 | 1-1 | 2-1 | 1-0 | 3-0 | 3-0 | 0-2 |     | 0-1 |
| YSCC Yokohama                                              | 4-3 | 0-2 | 0-3 | 2-1 | 0-0 | 0-0 | 1-2 | 0-0 | 0-2 | 1-3 | 0-0 | 2-1 | 2-1 | 0-1 |     |
| - Victoire à domicile - Match nul - Victoire à l'extérieur |     |     |     |     |     |     |     |     |     |     |     |     |     |     |     |

## Statistiques

### Meilleurs buteurs
|    | Buteur            | Club                | Buts | MJ |
| -- | ----------------- | ------------------- | ---- | -- |
| 1  | Shota Kawanishi   | FC Gifu             | 13   | 25 |
| 2  | Kosuke Fujioka    | Tegevajaro Miyazaki | 10   | 28 |
| 3  | Hiroki Higuchi    | Fukushima United    | 9    | 27 |
| 4  | Naoki Sanda       | AC Nagano Parceiro  | 9    | 27 |
| 5  | Yohei Ono         | Kataller Toyama     | 9    | 25 |
| 6  | Yuya Taguchi      | Gainare Tottori     | 9    | 25 |
| 7  | Kaito Umeda       | Tegevajaro Miyazaki | 9    | 27 |
| 8  | Rei Yonezawa      | Kagoshima United    | 9    | 26 |
| 9  | Toshiki Takahashi | Roasso Kumamoto     | 8    | 22 |
| 10 | Ömer Tokaç        | Fukushima United    | 7    | 16 |

| Source : J.LEAGUE Légende Buts. : Nombre de buts marqué MJ : Nombre de matchs joués |

### Meilleurs passeurs
|    | Passeur          | Club                 | Pas. | MJ |
| -- | ---------------- | -------------------- | ---- | -- |
| 1  | Nobuyuki Shiina  | Kataller Toyama      | 8    | 27 |
| 2  | Ryohei Yoshihama | FC Gifu              | 8    | 22 |
| 3  | Ryosuke Maeda    | Tegevajaro Miyazaki  | 7    | 27 |
| 4  | Kaito Umeda      | Tegevajaro Miyazaki  | 7    | 27 |
| 5  | Brenner          | Iwate Grulla Morioka | 6    | 23 |
| 6  | Daichi Ishikawa  | Gainare Tottori      | 6    | 23 |
| 7  | Kenta Okuma      | Tegevajaro Miyazaki  | 6    | 27 |
| 8  | Taisuke Nakamura | Iwate Grulla Morioka | 5    | 26 |
| 9  | Kosuke Tanaka    | Fukushima United     | 5    | 23 |
| 10 | Hiromu Kamada    | Fukushima United     | 5    | 27 |

| Source : J.LEAGUE Légende Pas. : Nombre de passe décisive MJ : Nombre de matchs joués |